# Bruno Nöckler
Bruno Nöckler (ur. 6 października 1956 w Prettau, zm. 17 sierpnia 1982 na Ruapehu w Nowej Zelandii) – włoski narciarz alpejski. Zajął 6. miejsce w gigancie na igrzyskach w Lake Placid w 1980 r. Jego najlepszym wynikiem na mistrzostwach świata było 5. miejsce w gigancie na mistrzostwach w Schladming. Najlepsze wyniki w Pucharze Świata osiągnął w sezonie 1980/1981, kiedy to zajął 16. miejsce w klasyfikacji generalnej, a w klasyfikacji giganta był siódmy.

## Sukcesy

### Puchar Świata

#### Miejsca w klasyfikacji generalnej
- 1975/1976 – 35.
- 1976/1977 – 22.
- 1977/1978 – 42.
- 1978/1979 – 96.
- 1979/1980 – 27.
- 1980/1981 – 16.
- 1981/1982 – 37.

#### Miejsca na podium
1. Furano – 27 lutego 1977 (slalom) – 3. miejsce
2. Voss – 11 lutego 1981 (gigant) – 3. miejsce